# Fábrica de Armas Modernas
A FAM - Fábrica de Armas Modernas, foi uma fabricante de armas de fogo brasileira que operou nas décadas de 60 e 70, era situada na cidade de Jacareí, interior de São Paulo.
Na década de 60, o designer e projetista Miguel Raspa desenvolveu diversos projetos de armas de fogo e em sociedade com Biagino Chieffi (dono da Fogos Caramuru), abriu uma fábrica de armas leves baseada na cidade de Jacareí, iniciando sua produção na mesma época.
Por pertencer ao dono da fabricante de fogos de artifício homônima, as armas fabricadas pela FAM eram vendidas sob a marca Caramuru. A fábrica desenvolveu diversas armas como os revólveres R1, R6 e R7 (baseados no Smith & Wesson Ladysmith), espingardas de caça, cartucheiras, armas de pressão e algumas séries de carabinas em calibre .22 LR. Algumas de suas espingardas monotiro chegaram a ser fabricadas pela empresa paulistana Lerap, sob encomenda da própria FAM.
Os revólveres Caramuru hoje são considerados peça de colecionador devido a sua raridade, era considerada uma arma simples e econômica para porte ou defesa pessoal simples, também tinham um preço bastante reduzido se comparado a armas de marcas tradicionais na época como a Taurus, Rossi e INA. A empresa também chegou a desenvolver uma versão do revolver R3 em calibre .38 Special (até então, restrito para civis) e um protótipo de uma metralhadora baseada na israelense UZI.
Acabou fechando as portas em 1978, sua estrutura foi revendida e utilizada para fabricação de peças de automóveis, um de seus fundadores, Miguel Raspa virou acionista na também fabricante de armas Urko, baseada em São Paulo. 